# Spellbinder: Vùng đất của những nhà thông thái
Spellbinder (tiếng Ba Lan: Dwa światy, nghĩa là "hai thế giới") là một bộ phim truyền hình giả tưởng dành cho thiếu niên. Đây là sản phẩm hợp tác giữa Film Australia của Úc và Telewizja Polska của Ba Lan kết hợp với Australian Children's Television Foundation. Phim dài 26 tập và đã được Mark Shirrefs và John Thomson viết thành tiểu thuyết.
Các cảnh quay trong phim được ghi hình ở Úc để đại diện cho thế giới "hiện đại" (Sydney và Dãy núi Blue thuộc tiểu bang New South Wales) và ghi hình Ba Lan để đại diện cho thế giới song song (Vùng đồi Kraków-Częstochowa, Ogrodzieniec, Zawiercie và lâu đài Czocha).
Phần tiếp theo của Spellbinder mang tên Spellbinder 2: Land of the Dragon Lord với Heather Mitchell vẫn trong vai Ashka.

## Tóm tắt
Một nhóm vị thành niên dự buổi cắm trại của trường trên dãy núi Blue ở Úc. Khi đang ở trại thì Paul Reynolds vô tình di chuyển qua một cánh cổng nối thế giới của cậu với thế giới song song. Thế giới này là một xã hội phân biệt đẳng cấp và có trình độ công nghệ khác hẳn với nơi mà Paul đang sống. Nó được cai trị bởi một nhóm người có tên là các Nhà thông thái. Tại vùng đất này, Paul đã gặp cô gái bản xứ mang tên Riana và kết bạn với cô.
Các Nhà thông thái nơi đây biết cách sản xuất và điều khiển điện năng. Họ bay trên các con tàu to lớn bằng đồng sử dụng các viên tinh thể màu cam xoay tròn để tạo đệm từ. Các Nhà thông thái thường dùng năng lượng cho mục đích tốt nhưng cũng có những kẻ ác tâm dùng chúng vào mục đích xấu, và một trong số đó là một Nhà thông thái tên là Ashka.
Sau nhiều nỗ lực, cuối cùng Paul cũng tìm được cách quay về thế giới của mình. Tuy nhiên, cậu buộc phải kéo theo Riana để cứu cô khỏi bị Ashka tấn công. Về sau Paul và Riana quay lại vùng đất của các Nhà thông thái, và Ashka đã theo dõi và đột nhập thế giới của Paul. Tại đây Ashka đã tìm cách lôi kéo cha của Paul giúp đỡ bà chế tạo áo năng lượng mới ("áo bay") để thay thế cho loại áo năng lượng thông thường ở thế giới của bà, mục đích là nhằm quay lại tấn công các Nhà thông thái khác.
Tuy nhiên, cuối cùng thì Paul đã vạch trần và đánh bại âm mưu của Ashka. Bà bị bắt dẫn về thế giới song song trong khi Riana được về nhà và trở thành Người học việc dưới trướng ngài Correon. Cánh cửa giữa hai thế giới từ đó bị đóng lại vĩnh viễn nhằm đảm bảo sự an toàn cho vùng đất của các Nhà thông thái khỏi các thế giới khác tiên tiến hơn.

## Nhân vật

### Nhân vật chính
- Zbych Trofimiuk trong vai Paul Reynolds - một thiếu niên sống ở Sydney, New South Wales, Úc. Cuộc sống của cậu trôi qua bình thường cho đến một ngày khi cậu vô tình lạc vào vùng đất của các Nhà thông thái. Lúc đầu, Paul không chắc phải làm gì để đối diện với thế giới lạ lẫm này nhưng rồi cậu đã nhanh chóng hòa nhập và khám phá ra âm mưu đen tối của Ashka muốn thống trị vùng đất này. Nhờ có một số kĩ năng chiến đấu thô sơ kết hợp với vốn hiểu biết về khoa học từ người cha của cậu mà Paul đã đánh bại được Ashka.
- Gosia Piotrowska trong vai Riana – một cô gái sống trong vùng đất của các Nhà thông thái. Cuộc sống bình thường của cô bị cắt ngang bởi sự xuất hiện của Paul. Dù lúc đầu giữa cô và Paul có mối hiểu lầm (Riana tưởng Paul là Người man rợ) nhưng hai người sớm trở thành bạn bè của nhau. Cô có những kĩ năng sinh tồn rất hiệu quả và có khả năng dùng giáo và đá buộc. Cô rất quan tâm đến gia đình và buồn rầu khi nhận thấy họ gặp nguy hiểm. Ở thế giới của Paul, Riana dùng một số kĩ năng của mình để giúp đỡ một người bạn mới quen. Tại đây cô núp dưới danh nghĩa "chị họ của Paul đến từ Iceland". Cuối cùng Riana trở thành Người học việc dưới trướng ngài Correon.
- Brian Rooney trong vai Alex Katsonis – cậu bạn thân nhất của Paul. Alex biết được điều gì đã xảy đến với Paul và cố gắng tìm cách đưa bạn mình trở về. Trong Spellbinder, Alex dần xây dựng mối quan hệ với cô bạn học Katrina dù nhìn chung thì họ trái ngược nhau. Cậu có một anh trai làm nghề thợ máy nhưng đã bị sa thải vì lý do không được nêu rõ trong phim.
- Michela Noonan trong vai Katrina Muggleton – bạn học của Paul và Alex. Cô có cha mẹ rất nghiêm khắc, học giỏi nhưng ngây thơ. Katrina là một trong hai người (cùng với Alex) nhìn thấy Paul biến mất vào thế giới khác. Cô phát hiện ra rằng có thể dùng radio để giao tiếp với thế giới song song và cuối cùng đã thành công trong việc đưa Paul trở về. Khi Riana đến thế giới của Paul thì Riana trở thành bạn của cô. Tuy nhiên, Katrina đã bị Ashka lừa khi bà ta xâm nhập thế giới của Paul.
- Heather Mitchell trong vai Ashka – một Nhà thông thái xảo quyệt và nhẫn tâm. Lúc đầu bà nhầm tưởng Paul là Người man rợ và dùng tia điện để tấn công cậu nhưng sau đó bà nhận ra cậu không hề hấn gì (do cậu được cách điện nhờ mang giầy đế cao su). Khi gặp Paul ở lâu đài và thấy cậu làm pháo hoa, Ashka dùng Riana và gia đình cô làm điều kiện để ép buộc Paul cung cấp cho bà ta công thức làm thuốc súng. Paul lừa bà hai lần. Sau này Ashka đã tìm ra cách xâm nhập thế giới của Paul. Dù bỡ ngỡ với thế giới mới này nhưng Ashka nhanh chóng làm quen và tiếp cận được cha của Paul để cùng hợp tác chế tạo áo năng lượng (nhằm quay lại xâm chiếm vùng đất của các Nhà thông thái). Cuối cùng Ashka vẫn thất bại.
- Andrew McFarlane trong vai Brian Reynolds – cha của Paul. Brian là một nhà khoa học và thường đặt nặng công việc hơn gia đình, nhưng về sau ông đã dành nhiều sự quan tâm hơn cho các con của mình. Ông không tin vào những lời Paul kể về thế giới song song khi cậu trở về nhà. Là một người góa vợ, Brian có cảm tình với Ashka. Do không nhận ra bà là một Nhà thông thái có kế hoạch lật độ các Nhiếp chính ở vùng đất của bà nên ông đã giúp Ashka chế tạo áo năng lượng mới. Nhờ vốn kiến thức của mình mà Brian đã góp phần hạ gục Ashka sau khi ông nhận ra sai lầm của mình.
- Krzysztof Kumor trong vai Correon – một Nhà thông thái đồng thời là Nhiếp chính của thế giới song song. Ông nghiên cứu cách sửa tàu bay và áo năng lượng. Tuy nhiên, khi được Riana cho xem công nghệ từ thế giới của Paul thì ông nhận ra rằng Paul không nói dối về thế giới của cậu. Ông hợp tác với Riana và Paul để giúp cậu trở về nhà. Ông gọi Ashka là kẻ dối trá và đấu năng lượng với bà nhưng thua (do bị gian lận), vì thế ông bị đày đến Vùng đất chết - nơi mà ông gặp Zander (một Người man rợ). Ông nhận ra họ không xấu, và ông chính là người nói cho các Nhiếp chính khác biết sự thật về Người man rợ.
- Rafal Zwierz trong vai Gryvon – Người học việc nịnh hót và bợ đỡ của Ashka. Anh là con của Người triệu tập làng Clayhill. Anh hợp tác với Ashka trong các âm mưu đen tối của bà. Gryvon bị tước bỏ danh hiệu Người học việc sau khi Ashka chạy trốn khỏi lâu đài, đồng thời bị phạt phải giúp gia đình Riana sửa lại ngôi nhà đã bị Ashka thiêu rụi. Dù không còn là Người học việc của Ashka nhưng Gryvon vẫn giúp bà làm việc xấu. Cuối cùng, anh và Ashka đều bị đi đày.

### Nhân vật phụ
- Joachim Lamża trong vai Lukan – Nhiếp chính vùng đất của các Nhà thông thái
- Hanna Dunowska trong vai Marna – Nhiếp chính vùng đất của các Nhà thông thái
- Piotr Adamczyk trong vai Zander – một dân thường sống ở vùng đất của các Nhà thông thái. Anh bị đày đến Vùng đất chết và trở thành Người man rợ
- Julia Biczysko trong vai Arla – em gái của Riana
- Stanislaw Brejdygant trong vai Người triệu tập làng Clayhill
- Erland Buchan trong vai Jal – em trai của Riana
- Georgina Fisher trong vai Christine Reynolds – em gái của Paul
- Andrzej Grabarczyk trong vai Bron – cha của Riana
- Sława Michalewska trong vai Maran – mẹ của Riana
- Judy Morris trong vai bà Muggleton – mẹ của Katrina
- Christian Mcveigh trong vai Mac - Nhiếp chính vùng đất của các Nhà thông thái

## Các tập phim
| STT | Tựa đề                       | Đạo diễn   | Kịch bản                      | Ngày chiếu lần đầu  |
| --- | ---------------------------- | ---------- | ----------------------------- | ------------------- |
| 1   | The Big Bang                 | Noel Price | Mark Shirrefs và John Thomson | 9 tháng 1 năm 1995  |
| 2   | Where Am I                   | Noel Price | Mark Shirrefs và John Thomson | 16 tháng 1 năm 1995 |
| 3   | Finding the Way Home         | Noel Price | Mark Shirrefs và John Thomson | 23 tháng 1 năm 1995 |
| 4   | It Isn't Magic, It's Science | Noel Price | Mark Shirrefs và John Thomson | 30 tháng 1 năm 1995 |
| 5   | Secrets                      | Noel Price | Mark Shirrefs và John Thomson | 6 tháng 2 năm 1995  |
| 6   | Show Me Your World           | Noel Price | Mark Shirrefs và John Thomson | 13 tháng 2 năm 1995 |
| 7   | The Gunpowder Plot           | Noel Price | Mark Shirrefs và John Thomson | 20 tháng 2 năm 1995 |
| 8   | Secrets of the Spellbinders  | Noel Price | Mark Shirrefs và John Thomson | 27 tháng 2 năm 1995 |
| 9   | The Labyrinth                | Noel Price | Mark Shirrefs và John Thomson | 6 tháng 3 năm 1995  |
| 10  | Desperate Measures           | Noel Price | Mark Shirrefs và John Thomson | 13 tháng 3 năm 1995 |
| 11  | The Centre of Power          | Noel Price | Mark Shirrefs và John Thomson | 20 tháng 3 năm 1995 |
| 12  | Spellbinder Jack             | Noel Price | Mark Shirrefs và John Thomson | 27 tháng 3 năm 1995 |
| 13  | The Final Challenge          | Noel Price | Mark Shirrefs và John Thomson | 4 tháng 4 năm 1995  |
| 14  | Lost and Found               | Noel Price | Mark Shirrefs và John Thomson | 11 tháng 4 năm 1995 |
| 15  | Hospitality                  | Noel Price | Mark Shirrefs và John Thomson | 18 tháng 4 năm 1995 |
| 16  | Breakout                     | Noel Price | Mark Shirrefs và John Thomson | 25 tháng 4 năm 1995 |
| 17  | The Trojan Toffee Trolley    | Noel Price | Mark Shirrefs và John Thomson | 2 tháng 5 năm 1995  |
| 18  | Run!                         | Noel Price | Mark Shirrefs và John Thomson | 9 tháng 5 năm 1995  |
| 19  | Reunions                     | Noel Price | Mark Shirrefs và John Thomson | 16 tháng 5 năm 1995 |
| 20  | Alien Invasion               | Noel Price | Mark Shirrefs và John Thomson | 23 tháng 5 năm 1995 |
| 21  | Hunt for Ashka               | Noel Price | Mark Shirrefs và John Thomson | 30 tháng 5 năm 1995 |
| 22  | Clowning Around              | Noel Price | Mark Shirrefs và John Thomson | 6 tháng 6 năm 1995  |
| 23  | High Tech Power Suit         | Noel Price | Mark Shirrefs và John Thomson | 13 tháng 6 năm 1995 |
| 24  | A Spellbinder In the House   | Noel Price | Mark Shirrefs và John Thomson | 20 tháng 6 năm 1995 |
| 25  | Breakfast of Champions       | Noel Price | Mark Shirrefs và John Thomson | 27 tháng 6 năm 1995 |
| 26  | Flight                       | Noel Price | Mark Shirrefs và John Thomson | 4 tháng 7 năm 1995  |

## Phát sóng và phát hành DVD
Spellbinder được chiếu tại Hoa Kỳ trên kênh Disney bắt đầu từ năm 1996. Phần 2 của bộ phim được phát trên kênh Fox Family bắt đầu từ năm 1998. Do tranh cãi về giấy phép nên phiên bản chiếu trên kênh Disney lại sử dụng đoạn mở đầu và kết thúc phim khác so với bản gốc.
Tại Sri Lanka, Spellbinder phần 1 và 2 được chiếu vào năm 1997 trên kênh của Sri Lanka Rupavahini Corporation với phụ đề tiếng Sinhala. Phim trở nên hết sức nổi tiếng ở nước này và được chiếu đi chiếu lại vài lần trên cùng một kênh.
Phim cũng ra mắt ở Pháp trên kênh France 2 và ở Bồ Đào Nha trên kênh Canal Panda từ năm 2002 đến năm 2004. Tại Bỉ, phim được chiếu trên kênh Ketnet.
Tại Anh Quốc và Cộng hòa Ireland, phim ược chiếu tương ứng trên kênh ITV và The Den của RTÉ Two vào năm 1996. Phần 2 được chiếu trên kênh cáp và vệ tinh The Children's Channel và kênh mặt đất The Den vào năm 1997.
Tại Bangladesh, Spellbinder được phát sóng trên kênh BTV trong giai đoạn 1996-1997.
Tại Malaysia, phim được chiếu trên kênh NTV7 vào năm 1998.
Tại Việt Nam, lần đầu phim được thuyết minh và chiếu trên kênh HTV7 vào năm 1997 chiều Chủ nhật lúc 14h hằng tuần, sau đó được phát sóng lại trên các kênh khác cùng hệ thống HTV. Năm 2013, phim được TVM Corp. lồng tiếng lại và phát sóng trên kênh HTV3.

### DVD
Trọn bộ Spellbinder phần 1 dưới dạng DVD được cấp phép phát hành ở Úc vào ngày 19 tháng 9 năm 2005. Đĩa lên kệ vào ngày 19 tháng 7 năm 2006.